# Bolesław Lesman (dziennikarz)
Bolesław Jerzy Lesman, także Bolesław Leśmian ps. Saturator (ur. 13 listopada 1924 w Łodzi, zm. 1977 lub 1981 w RFN) – polski dziennikarz i pisarz.

## Życiorys
Lesman urodził się w Łodzi, w drobnomieszczańskiej rodzinie pochodzenia żydowskiego. Uczył się w gimnazjum – do wybuchu II wojny światowej ukończył 3 klasy. Podczas wojny światowej z rodziną przeniósł się do Głowna, a następnie w 1940 do Skierniewic. W 1941 Lesmanowie zostali umieszczeni w getcie w Piotrkowie Trybunalskim, gdzie Lesman pracował w Piotrkowskich Zakładach Drzewnych „Rifi”. Jesienią 1944 został wysłany do obozu koncentracyjnego w Buchenwaldzie, a następnie Schlieben, gdzie pracował w fabryce panzerfaustów. W kwietniu 1945 został ewakuowany w Sudety czeskie. W maju 1945 został wyzwolony przez Armię Czerwoną z obozu ewakuacyjnego Teresin.
Po powrocie do Łodzi wznowił naukę w gimnazjum – uczęszczał do Państwowego Gimnazjum i Liceum Ogólnokształcącego przy ul. G. Piramowicza 6, jednocześnie w latach 1945–1947 był kierownikiem Wytwórni Wód Gazowych „Leśny Zdrój”, należącej pierwotnie do jego ojca, położonej przy ul. Targowej 38 i Wodnym Rynku 14. W latach 1948–1950 był dziennikarzem „Głosu Robotniczego” a od 1950 pracował w „Expressie Ilustrowanym", gdzie kolejno był pracownikiem działu miejskiego, gospodarczego i publicystycznego i szefem działu miejskiego.
Lesman publikował także na łamach tygodnika „Polityka”. Był bezpartyjny.
W 1967 opublikował książkę Recepta na miliony opowiadającą losy Oskara Kona – fabrykanta żydowskiego pochodzenia, właściciela Widzewskiej Manufaktury. Opisał w niej wizerunek kultury i obyczajów środowiska łódzkich fabrykantów, ze szczególnym uwzględnieniem ich działalności finansowej. Szczegółowe informacje nt. Kona zdobywał w oparciu o kwerendy archiwalne oraz od Mecenasa M. – adwokata i anonimowego współpracownika fabrykanta. Materiały zbierane przez Lesmana do książki zostały wykorzystane przez Jerzego Urbana piszącego pod pseudonimem Andrzej Izerski i wydane pod tytułem „Widzewski Królik”. Lesman zarzucił mu plagiat, którego postępowanie sądowe nie wykazało.
Podczas marca 1968 został zaatakowany jako Żyd w ramach kampanii antysemickiej. Zarzucano mu fabrykanckie pochodzenie. Jego kolega z redakcji opisał, że w fabryce prowadzonej przez jego dziadka bito robotników. Do najbardziej agresywnie atakujących Lesmana w redakcji „Expressu Ilustrowanego" był Konrad Turowski – dziennikarz, późniejszy działacz „Solidarności” i tajny współpracownik. 8 maja 1968 został usunięty z pracy za oszczerczą działalność skierowaną przeciwko niektórym członkom zespołu, za próbę rozbijania zwartości zespołu na platformie ideowe, partii, za nadużywanie stanowiska służbowego dla własnych interesów. Lesman do 1968 był członkiem Stowarzyszenia Dziennikarzy Polskich. W 1968 dostał zakaz pracy w prasie. Następnie wyemigrował do Izraela, a później do RFN.
Po śmierci Lesmana, Recepta na miliony została wydana w 2017 roku przez Wydawnictwo Kusiński.

## Życie prywatne
Lesman był synem Jude Lesmana – właściciela wytwórni wód gazowanych. Jego rodzice zginęli podczas Holokaustu, a brat tuż po wojnie zmarł na gruźlicę.
Ożenił się w 1951 z Teresą Gałkowską, para nie miała dzieci i rozwiodła się. 
Był żeglarzem – miał stopień sternika jachtowego.

## Książki
- Recepta na miliony ( Warszawa 1967[2]; Łódź 2017[8])